# 弋部
弋部（よくぶ）は、漢字を部首により分類したグループの一つ。
康熙字典214部首では56番目に置かれる（3画の27番目）。

## 概要
弋部には「弋」を筆画の一部として持つ漢字を分類している。
単独の「弋」字は土を掘る杙の形を象る象形文字である。「弋」を意符として杙に関する字が作られることがあるが、多くはない。説文解字では弋部は存在せず、「弋」は𠂆部に属していた。弋部には「弑」のように字源的に「弋」とは関係がなく、他の部に分類できなかったものも収められている。

## 部首の通称
- 日本：しきがまえ（「式」字の構から）・いぐるみ・よく
- 韓国：주살익부（jusalikbu、いぐるみの弋部）
- 英米：Radical shoot

## 部首字
弋
- 広韻 - 与職切、職韻
- 詩韻 - 職韻、入声
- 三十六字母 - 喩母四等
- 日本語 - 音：ヨク（漢音） 訓：くい・いぐるみ
- 中国語 - ピンイン：yì 注音：ㄧˋ ウェード式：i 4
- 朝鮮語 - 訓音：주살（jusal、いぐるみ） 익(ik)

## 例字
- 弋・𢍺・弌・弍・式・弐（→貳：貝部）・㢤・㢥・弑・㢦・弒・𢎒・𢎕・𢎖